# Gavrilo Princip
Gavrilo Princip (serbiska: Гаврило Принцип), född 25 juli 1894 i Obljaj, död 28 april 1918 i Theresienstadt, var en serbisk attentatsman, känd för skotten i Sarajevo.

## Biografi

### Barndom
Gavrilo Princip föddes som son till jordbrukande föräldrar i den lilla byn Obljaj (Oblej) nära Bosniska Grahovo. Familjen var av serbisk börd, ursprungligen från Montenegro. Fadern arbetade även som brevbärare. Princip var det fjärde av nio barn, varav sex dog späda. De andra två överlevande var Jovan, född 1889 och Nikola, född 1897.
Gavrilo fick tidigt börja arbeta genom att hjälpa till i familjens jordbruk och vara med modern i hushållsbestyren. Han började skolan först som nioåring, men blev en mycket duktig elev.  Som trettonåring fick han därför lov att resa till Sarajevo, där den äldre brodern Jovan försörjde sig som handelsman, för att studera. Jovan hade först planer på att skriva in sin bror vid den österrikiska militärskolan i staden, men avstod av patriotiska skäl och Gavrilo fick istället börja i handelsskola.
Eftersom Jovans fru inte tyckte om sin makes yngre bror ordnade Jovan så att Gavrilo fick inackorderas hos en tvätterska som hyrde ut rum till skolelever. Tvätterskans son var Danilo Ilić, en fyra år äldre seminarist som Gavrilo snart blev mycket god vän med. Ilić var medlem i det revolutionära ungdomssällskapet Unga Bosnien och hade en bokhylla full med litteratur om ryska revolutionen 1905. Detta väckte Gavrilos intresse och snart blev han också medlem i Unga Bosnien.
Enligt vissa uppgifter skall Princip ha lidit av tuberkulos sedan barndomen, och man vet att han ofta blev sjuk. Andra hävdar att tuberkulosen enbart var en följd av de omständigheter han levde under i fängelset.

### Politisk aktivitet

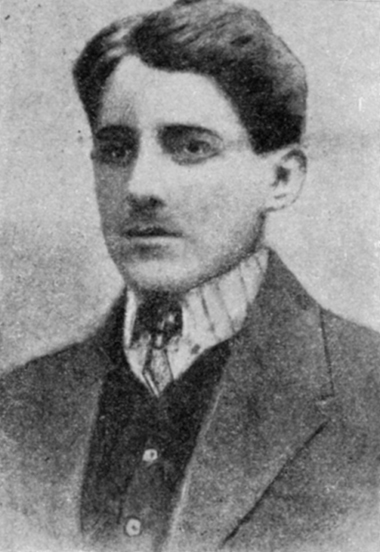
Gavrilo Princip, ca 16 år.

Bosnien och Hercegovina, vars befolkning bestod av både bosnjaker, serber, kroater och judar, hade ockuperats av Habsburgska monarkin (Österrike-Ungern) sedan 1878. Kejsarens politik upplevdes av många ur den serbiska befolkningen som anti-serbisk. Det ledde till uppkomsten av ungdomsförbundet Unga Bosnien, ett löst sammansatt revolutionärt sällskap vars ideologi var en typ av panslavism som innebar att samtliga sydslaviska länder (Slovenien, Kroatien, Bosnien och Hercegovina, Serbien (och Kosovo), Montenegro och Makedonien) borde förenas i en fri stat som skulle kallas Jugoslavien. Detta ideal skulle uppnås genom att man gjorde revolution mot Österrike-Ungern. Ryska revolutionen samt Italiens förening var gruppens största inspirationskällor.
År 1908 annekterades Bosnien och Hercegovina av Österrike. Princip var då 14 år gammal och hade på allvar börjat intressera sig för politik. Förutom sina skolböcker läste han radikalpolitisk litteratur av bland andra Pjotr Krapotkin och Giuseppe Mazzini.  Annexionen förargade Princip eftersom den ansågs göra det svårare att befria Bosnien från kejsardömet. Två år senare, 1910, begick hans kamrat Bogdan Žerajić ett misslyckat attentat mot Sarajevos guvernör och sköt sedan sig själv. Princip blev starkt påverkad av händelsen och besökte ofta kamratens grav för att där placera blommor; sista gången skedde det kvällen före attentatet mot Frans Ferdinand. Efter sin första vistelse i Serbien beströdde Princip graven med serbisk jord, som han tagit med sig. Gravbesöken ägde ofta rum nattetid, och Princip berättade senare under sin rättegång att han som sjuttonåring vid Žerajićs grav svurit att följa samma väg.
1911 flyttade Princip till Tuzla där han bland annat lärde känna Vaso Čubrilović, senare hans medkonspiratör i attentatet. 1912 kom Princip tillbaka till Sarajevo, och deltog regelbundet i anti-österrikiska demonstrationer. Till slut blev han, på grund av detta, avstängd från skolan, eftersom skolsystemet förvaltades av Österrike. Efter detta tröttnade Gavrilo på att leva med österrikisk överhet och begav sig på egen hand, utan anhörigas vetskap, till Serbiens huvudstad Belgrad. Serbien var en suverän stat och ansågs av Unga Bosniens medlemmar som ett fritt land. I Belgrad studerade Princip som privatelev vid ett gymnasium, och vid sidan om studierna umgicks han med andra ungdomar som lämnat Bosnien för Serbien. Han var dock ofta ekonomiskt utsatt, och för att tjäna pengar arbetade han en tid som stenläggare när Karadjordje-gatan skulle få trottoarer. Vid ett tillfälle halkade han på arbetsplatsen och skadade näsan allvarligt. Den läkte men blev något missformad.
Gavrilo Princip var, liksom merparten av sina kamrater, en hängiven läsare och köpte böcker hellre än mat. Poesi var ett specialområde; han både läste och skrev dikter och drömde om att bli poet. Vid ett tillfälle lovade han sin kamrat Ivo Andrić, som senare blev nobelpristagare i litteratur, att visa denne en dikt han hade skrivit. Men Princip hade dåligt självförtroende när det gällde poesi och sade sedan till Andrić att han hade förstört dikten.  Som nittonåring var Princip politisk nyhetsreporter för den bosniska tidningen Народ (Folket). Hans vänner beskrev honom som en artig, tystlåten och intelligent ung man, men också rastlös, tävlingsinriktad och militant. När Balkankriget utbröt ville Princip göra sitt land en tjänst och begav sig till Narodna Odbrana, en frivilligorganisation av gerillakaraktär. Han blev utskrattad av rekryteraren på grund av sin ringa längd, men en major vid namn Vasić blev imponerad av Princips beslutsamhet och lät honom påbörja träningen. Han började lära sig att skjuta, men när man skulle välja vilka män som skulle dra ut i fält blev Princip plötsligt sjuk och var tvungen att avbryta.

### Attentat mot Franz Ferdinand

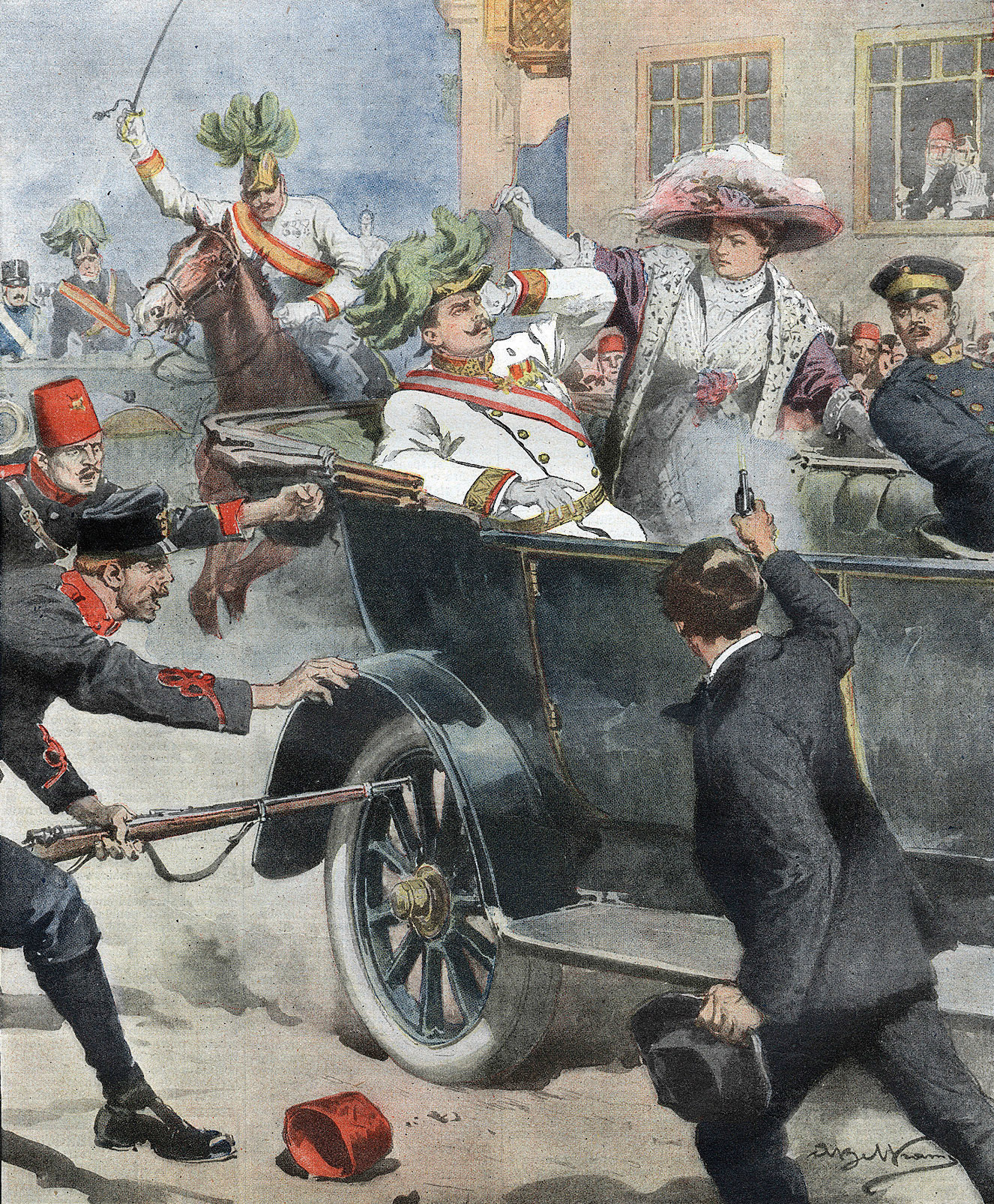
Gavrilo Princip skjuter ärkehertig Franz Ferdinand. Illustration av Achille Beltrame i La Domenica del Corriere den 12 juli 1914.

Unga Bosnien ansåg att attentat mot myndighetsmän kunde bidra till att sätta igång en revolution. Gavrilo Princip funderade i slutet av 1913, tillsammans med sin kamrat Danilo Ilić, på att försöka skjuta Sarajevos guvernör Oskar Potjorek, som var känd för att vara en ovanligt hänsynslös karl, men gav upp planen då han inte kände sig tillräckligt mogen (idén kom antagligen ursprungligen från Vlado Gaćinović, som var en av de mest framträdande medlemmarna i Unga Bosnien. Danilo Ilić var god vän med både honom och Gavrilo och kan mycket väl ha givit sin yngre vän idén efter att ha talat med Vlado). I mars 1914 offentliggjordes ärkehertig Franz Ferdinands stundande statsbesök i Sarajevo, 28 juni samma år, och en av Princips vänner, typsättaren Nedeljko Čabrinović, tog kontakt med honom och de diskuterade nyheten, som de sett i tidningen. De befann sig båda två i Belgrad, och Princip hade läst om statsbesöket i en tysk tidning, medan hans kamrat fått ett brev från Bosnien, innehållande tidningsurklipp. Princip och Čabrinović beslöt sig för att utföra ett attentat mot Franz Ferdinand och hoppades även kunna döda Potjorek, som säkerligen skulle visa sig tillsammans med hertigen. Denne skulle nämligen åka kortege genom staden i en öppen bil.
Princips gode vän Danilo Ilić lovade att ordna fram vapen (pistoler och handgranater), samt att se till de tekniska förberedelserna. Snart fanns en liten sammansvärjning av omkring tjugo ungdomar som på ett eller annat sätt var inblandade i planeringen av attentatet. De som skulle stå beväpnade på olika ställen längs rutten som kortegen skulle följa var, förutom Princip, 19 (som placerat sig på den plats där Žerajić skjutit sig 1910), och Čabrinović, 19, följande: Trifko Grabež, 18,  Cvjetko Popović, 18, Vaso Čubrilović, 17, och Muhamed Mehmedbašić (okänd ålder). Vasos äldre bror Veljko var också inblandad, eftersom han organiserade den resa som ungdomarna måste företaga från Belgrad till Sarajevo, lastade med vapen. Ungdomarna genomgick förberedande vapenträning hos Narodna Odbrana, där Princip varit förut. Danilo Ilić hade kontakter med det serbiska hemliga sällskapet Svarta handen, och på så vis kunde han relativt lätt få tag i vapen och ordna med ungdomarnas träning.  
Ilić sveks dock av sina nerver, trots att han själv inte skulle vara med i attentatet, och samma morgon som detta skulle verkställas kom han till Princip och bad denne att avstå från attentatet. Princip svarade lugnt att det var hans plikt att följa planen och Ilić var maktlös inför hans orubblighet.
Den 28 juni 1914  besökte den österrikiske tronföljaren, ärkehertig Franz Ferdinand, och hans hustru Sophie von Chotek Sarajevo. Efter ett första misslyckat mordförsök längs ärkehertigparets färdväg - en bomb kastad av typsättaren Nedeljko Čabrinović - fortsatte kortegen i hög fart förbi de återstående konspiratörerna. Princip hann inte agera. Senare dök dock automobilerna upp igen, varpå Princip rusade  fram till parets bil vid Latinska bron och avlossade två pistolskott. Han tog sig inte tid att sikta ordentligt och vände dessutom på huvudet. Ett av skotten kom därför fel och träffade inte Oskar Potjorek utan Franz Ferdinands hustru Sofia. Ärkehertigparet avled på väg till sjukhus.
Denna händelse kom senare att benämnas "Skotten i Sarajevo" och som i förlängningen kom att föranleda första världskrigets utbrott en månad senare, den 28 juli 1914.
Efter attentatet greps Princip omgående. Ett flertal gendarmer skyndade till platsen och Princip gjorde ett självmordsförsök med sin pistol,men poliserna lyckades tvinga honom till marken. Där tillgrep Princip sin andra strategi, ett kuvert med kaliumcyanid, men det var så svagt att han bara mådde illa av det. Han fördes därefter till polisstationen, där han underkastades ett första förhör med advokaten Leo Pfeffer.

### Rättegång och fängelsetid

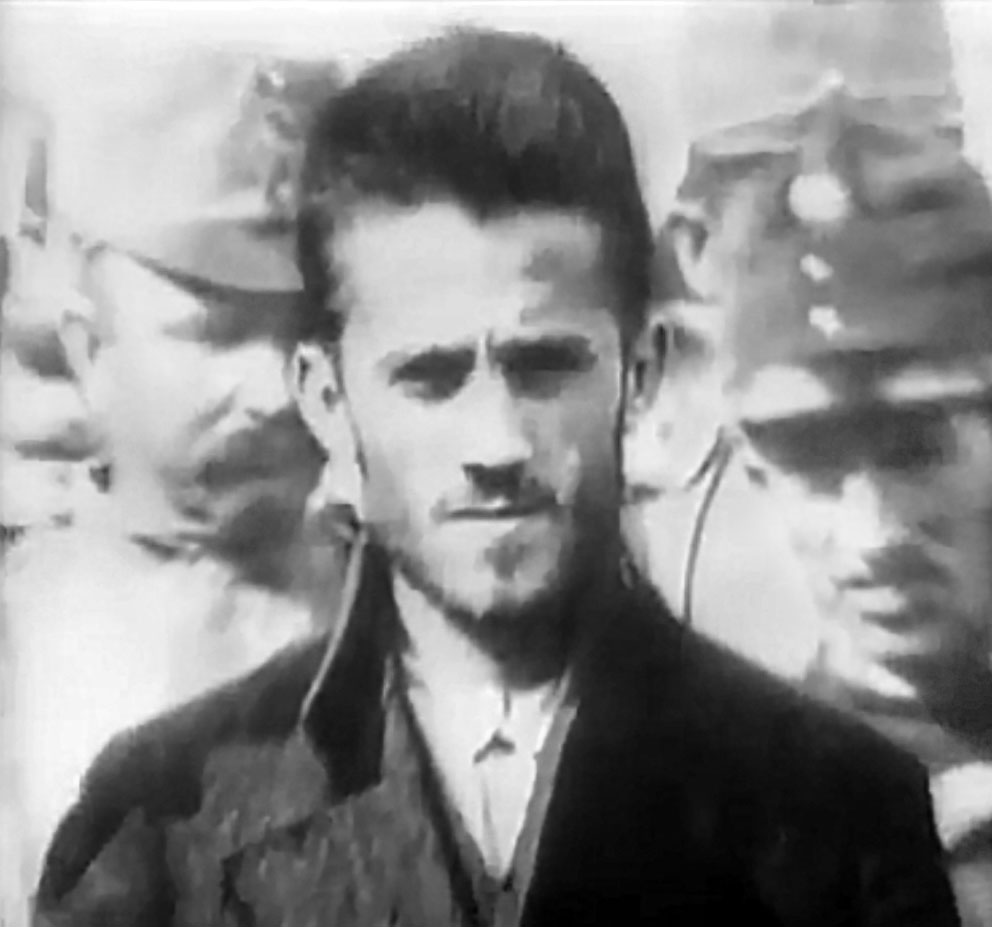
Princip utanför rättssalen.

Rättsprocessen mot deltagarna i attentatet påbörjades i oktober 1914. Vid det laget hade alla utom Mehmedbašić arresterats. Under rättegången satt Princip och hans kamrater fängslade i Sarajevos militärfängelse. Domaren Alois Kurinaldi informerade de anklagade om att de hade rätt till försvar, och den som fått uppdraget var advokaten Rudolf Cistler. Under rättegången sade sig Princip vara jugoslavisk nationalist och att attentatet var hämnden för Österrikes förtryck av Bosnien. Vid ett tillfälle bad Kurinaldi dem som ångrade sina handlingar att resa sig. Alla ställde sig upp utom Princip. På frågan varför han inte ångrade sig svarade han att han tvärtom var stolt över att ha dödat en tyrann som “avskydde alla slaver”, vilket var den allmänna bilden av Frans Ferdinand i de grupper där Princip rörde sig. Han sade vidare att han ansåg att en jugoslavisk stat skulle bli verklighet genom terror. Princip var den ende som under rättegången över huvud taget inte visade sig ångerfull.
Princip dömdes till 20 års fängelse eftersom han varit 19 år vid tidpunkten för attentatet och personer under 20 inte kunde avrättas enligt den habsburgska lagen. Han skickades tillsammans med ett antal andra till statsförbrytarfängelset i Theresienstadt i Tjeckien, där han avled i lungsot den 28 april 1918. I fängelset var han kedjad med handbojor vägande omkring tio kilo, gavs inte tillräckligt med mat, och blev regelbundet torterad. Cellen var mörk och fuktig. Allt detta bidrog till att försämra hans hälsa. På väggen i sin cell efterlämnade han ett meddelande i diktform; att hans och kamraternas andar skulle hemsöka det kejserliga palatset i Wien.
En österrikisk läkare, Martin Pappenheim, som gjorde krigstjänst i Terezín, där Princip var fängslad, intresserade sig  mycket för den unge fångens historia och lyckades få tillstånd att tala med honom. Under sina besök hos Princip förde Pappenheim stenografiska anteckningar, vilka senare utgavs i bokform. Samtalen fördes i en gendarms närvaro och på tyska, ett språk som Princip bara delvis behärskade. Enligt honom själv var det största lidandet i fängelset bristen på böcker. Han ansåg att krigets utbrott inte berodde på attentatet och ångrade sig fortfarande inte. Utifrån samtalen drog Dr Pappenheim slutsatsen att Princip led av depression. Han nämnde även fångens intelligens och sin tro på dennes uppriktiga vittnesbörd.
Den 28 juni 2015, exakt 101 år efter skotten i Sarajevo, restes en staty över Gavrilo Princip i Belgrad i Serbien. Vid ceremonin kallade Serbiens president Tomislav Nikolić Princip en hjälte.

### Webbkällor
- ”Gavrilo Princip (Slavic nationalist)”. Encyclopaedia Britannica. Arkiverad från originalet den 8 februari 2014. https://www.webcitation.org/6NEyTW6iN?url=http://global.britannica.com/EBchecked/topic/476793/Gavrilo-Princip. Läst 8 februari 2014.
- Gavrilo Princip i Österreichisches Biographisches Lexikon 1815–1950